# Благовещение Пресвятой Богородицы
Благове́щение Пресвятой Богородицы (церк.-слав. Благовѣ́щенїе; калька греч. Εὐαγγελισμός [τῆς Θεοτόκου]; лат. Annuntiatio — возвещение) — евангельское событие и посвящённый ему христианский праздник; возвещение архангелом Гавриилом Деве Марии о будущем рождении во плоти от неё Иисуса Христа.
В православии принадлежит к числу двунадесятых праздников. Иерусалимская, Русская, Грузинская, Сербская и Польская православные церкви, а также старообрядцы и некоторые иные празднуют Благовещение 25 марта (7 апреля) по юлианскому календарю (в XX—XXI веках 25 марта по юлианскому календарю соответствует 7 апреля по григорианскому). Константинопольская, Александрийская, Антиохийская, Румынская, Болгарская, Кипрская, Элладская (Греческая), Албанская, Чешских земель и Словакии, Американская православные церкви и Православная церковь Украины празднуют 25 марта по новоюлианскому календарю, Римско-Католическая и Украинская Греко-Католическая церковь, а также протестантские деноминации — 25 марта по григорианскому календарю.

## Сюжет Благовещения

### По каноническим Евангелиям
События Благовещения описаны единственным евангелистом — апостолом Лукой. В своём Евангелии он сообщает, что в шестой месяц после зачатия праведной Елизаветой святого Иоанна Предтечи архангел Гавриил был послан Богом в Назарет к Деве Марии с вестью о грядущем рождении от неё Спасителя мира:

Ангел, войдя к Ней, сказал: радуйся, Благодатная! Господь с Тобою; благословенна Ты между жёнами. Она же, увидев его, смутилась от слов его и размышляла, что бы это было за приветствие. И сказал Ей Ангел: не бойся, Мария, ибо Ты обрела благодать у Бога; и вот, зачнёшь во чреве, и родишь Сына, и наречёшь Ему имя: Иисус. Он будет велик и наречётся Сыном Всевышнего, и даст Ему Господь Бог престол Давида, отца Его; и будет царствовать над домом Иакова во веки, и Царству Его не будет конца.
— Лк. 1:28-33
По мнению ряда богословов, слова архангела Гавриила — «Радуйся, Благодатная» — стали первой «благой» вестью для человечества после его грехопадения. Феофилакт Болгарский в толковании на Евангелие от Луки пишет: «Поскольку Господь сказал Еве: „В болезни будешь рождать детей“ (Быт. 3:16), теперь эту болезнь разрешает та радость, какую приносит Деве Ангел, говоря: радуйся, Благодатная! Поскольку Ева была проклята, Мария теперь слышит: благословенна Ты».
Сомневаясь (по мнению Григория Неокесарийского, опасаясь нарушения её девства), Мария задала ангелу вопрос: «как будет это, когда Я мужа не знаю?». На что ангел обещал бессеменное, таинственное зачатие — «Дух Святый найдет на Тебя, и сила Всевышнего осенит Тебя» (Лк. 1:35), а затем в подтверждение, «что у Бога не останется бессильным никакое слово», привёл пример её родственницы Елизаветы.
Мария, увидев в словах ангела волю Божью, произносит весьма значимые слова: «се, Раба Господня; да будет Мне по слову твоему». Считается, что в момент произнесения Девой Марией этих слов и произошло непорочное зачатие ею Иисуса Христа. Николай Кавасила так комментирует эти слова:

Воплощение было не только делом Отца, Его Силы и Его Духа, но также делом воли и веры Пресвятой Девы. Без согласия Непорочной, без содействия Её веры этот план остался бы неосуществлённым так же, как и без действия Самих трёх Лиц Божественной Троицы. Лишь после того, как Бог наставил и убедил Святую Деву, Он принимает Её в Матери и заимствует у Неё плоть, которую Она Ему с радостью предоставляет. Как Он воплотился добровольно, так же было Ему угодно, чтобы и Его Матерь родила Его свободно и по Своей доброй воле.

Своей покорностью и согласием, по мнению Афанасия Великого, Мария выразила своё исповедание веры. Он сравнивает её со скрижалью, «на которой Писец пишет, что угодно Ему. Господь всяческих да пишет и творит, что хощет».

### По апокрифическим источникам
История Благовещения нашла своё отражение и в апокрифических текстах. О нём рассказывается в следующих апокрифах: «Протоевангелие Иакова» (II век) и «Книга о рождестве Блаженнейшей Марии и детстве Спасителя» (известна также как «Евангелие Псевдо-Матфея») (не ранее IX века). Апокрифические тексты не изменяют общей истории о явлении Марии архангела Гавриила с вестью о рождении от неё Спасителя, но добавляют к этой истории ряд подробностей, которые легли в иконографию этого праздника.
Согласно апокрифам, Марии по жребию выпало соткать новую завесу из пурпура для Иерусалимского Храма («Протоевангелие Иакова» XI, 1; «Евангелие Псевдо-Матфея: Книга о рождении Благодатной Марии и детстве Спасителя», VIII). Отправившись за водой, она у колодца услышала голос, сказавший ей: «Радуйся, Благодатная! Господь с Тобою; благословенна Ты между жёнами». Не увидев рядом никого, она, испугавшись, вернулась домой (этот сюжет иногда ещё называют «предблаговещением» — то есть подготовительным этапом к самому Благовещению). Сев за прялку, Мария увидела ангела, который успокоил её словами: «Не бойся, Мария, ибо Ты обрела благодать у Бога и зачнёшь во славу Его» (прообразом сцены у колодца считается история ветхозаветной Ревекки, напоившей Елиезера, посланного её будущим женихом Исааком).
В апокрифах подчёркивается также таинственная форма зачатия, и на вопрос Марии «Неужели Я зачну от Бога живого и рожу, как женщина любая рожает?» ангел отвечает: «Не так, Мария, но сила Всевышнего осенит Тебя». После ухода ангела Мария окончила прясть шерсть и отнесла её первосвященнику, который благословил её, сказав: «Бог возвеличил имя Твоё, и Ты будешь благословенна во всех народах на земле».
Церковное предание говорит, что Дева Мария в момент явления ей ангела читала отрывок из книги пророка Исайи с его пророческими словами: «Се, Дева во чреве примет, и родит Сына». По этой причине в сцене Благовещения Дева Мария в западноевропейской живописи обычно изображается с раскрытой книгой.
О Благовещении упоминается также в Коране (3:45—51, 19:16—26), где этот сюжет не имеет такого значения, так как в исламе Иисус не Бог, а пророк.

### Примыкающие сюжеты
- Праведная Елизавета (Встреча Марии и Елизаветы):

Эпизоду Благовещения Деве Марии архангелом Гавриилом, согласно Евангелию от Луки, предшествовал визит Гавриила к Захарии, женатому на бесплодной родственнице Марии Елизавете, во время которого вестник пообещал пожилой паре рождение будущего Иоанна Крестителя. А уже после Благовещения Богородица отправилась навестить свою кузину Елизавету, готовящуюся оставить домашние дела в связи с беременностью. Произошла встреча Марии и Елизаветы, во время которой Елизавета стала второй, вслед за ангелом, и первой из людей, поведавшей Марии о грядущей доле её младенца, и произнесла слова, ставшие частью многих молитв: «благословенна Ты между жёнами, и благословен плод чрева Твоего!» (см. Аве Мария, Песнь Пресвятой Богородице).
- Иосиф Обручник:

Согласно Евангелию от Матфея (Мф. 1:19—24), после обручения Девы Марии с Иосифом, прежде «нежели сочетались они», Иосиф узнал, что Она беременна и желал «тайно отпустить Её». После этого архангел Гавриил явился во сне Иосифу и успокоил его, сказав: «не бойся принять Марию, жену твою, ибо родившееся в Ней есть от Духа Святаго; родит же Сына, и наречёшь Ему имя Иисус, ибо Он спасёт людей Своих от грехов их». После этого, как повествует евангелист, «Иосиф принял жену свою, и не знал Её».
- Успение Богородицы:

Сюжет Успения Богородицы, хотя максимально и отстоит по времени от Благовещения, всё же имеет один схожий мотив: накануне смерти к Деве Марии явился архангел Гавриил и сообщил ей о скорой кончине (успении). Иконография данного момента практически неотличима.

### Символическое значение
Начиная по крайней мере со II века, Благовещение рассматривалось как первый акт в христианской истории искупления, в котором послушание Девы Марии уравновешивает непослушание Евы (толкование Иринея Лионского). Мария становится «новой Евой». В тексте знаменитого гимна Ave maris stella (IX век) говорится о том, что имя Eva является анаграммой слова Ave, с которым Гавриил обратился к «новой Еве». Другими словами, назвать Еву означало упомянуть и Марию. Иероним вывел сжатую формулу: «смерть — через Еву, жизнь — через Марию». Августин писал: «через женщину — смерть, и через женщину — жизнь».
Считается, что Бог отправил архангела с благой вестью в тот же день 25 марта, в какой произошло Сотворение мира (подробнее о числе см. ниже), — таким образом, человечеству был дан второй шанс.
Таинственное зачатие Девы Марии, по учению Православной церкви, относится к великой тайне благочестия: в нём человечество принесло в дар Богу самое чистое его творение — Деву, способную стать матерью Сына Божия, а Бог, приняв дар, ответил на него даром благодати Святого Духа.
Прядение в момент Благовещения Марией пряжи для завесы иерусалимского Храма, известное по апокрифам, приобретают дополнительный смысл в толкованиях, так как пряжа становится аллегорией плоти Христовой, символом того, что Мария избирается одеть Святыню Божества багряницей своей плоти. Андрей Критский (Великий канон, песнь VIII) пишет: «Яко от оброщения червленицы, Пречистая, умная багряница Еммануилева, внутрь во чреве Твоём плоть изткася: тем же Богородицу воистину Тя почитаем» («Как из цветного пурпура во чреве Твоём, Пречистая, соткалась мысленная порфира — плоть Эммануила»). Послание к Евреям апостола Павла (Евр. 10:19—20) сравнивает завесу Храма с плотью Христа: «Итак, братия, имея дерзновение входить во святилище посредством Крови Иисуса Христа, путём новым и живым, который Он вновь открыл нам через завесу, то есть плоть Свою». Это уподобление основано, в частности, на том, что завеса, закрывавшая вход в Святое Святых, разорвалась в момент Распятия сверху донизу (Мф. 27:51; Мк. 15:38; Лк. 23:45), также и тело Христа было распято, чтобы кровь Его открыла доступ в небесное святилище.

## Праздник Благовещения

### Название
Современное название праздника — Εὐαγγελισμός («Благовещение») — стало употребляться не ранее VII века. Древняя церковь называла его по-разному:
- по-гречески: ἡμέρα ἀσπασμοῦ (день приветствия), ἀγγελισμός (возвещение), ἡμέρα / ἑορτή τοῦ εὐαγγελισμοῦ (день / праздник Благовещения), χαιρετισμός (от начала ангельского приветствия χαῖρε, κέχαριτωμένη — «радуйся, благодатная» (Лк. 1:28));
- по-латински: annuntiatio angeli ad beatam Mariam Virginem (Благовещение Ангела ко блаженной Деве Марии), Mariae salutatio (Приветствие Марии), annuntiatio sanctae Mariae de conceptione (Благовещение святой Марии о зачатии), annuntiatio Christi (Благовещение о Христе), conceptio Christi (Зачатие Христа), initium redemptionis (Начало искупления), festum incarnationis (праздник Воплощения)[17].

Полное название праздника Благовещения в Русской православной церкви определено в минее: «Благовещение Пресвятыя Владычицы нашея Богородицы, и Приснодевы Марии». В греческом и церковнославянском языках слово «Благовещение» требует после себя родительного падежа, при переводе же на русский язык возможны как родительный, так и дательный падежи, то есть — «Благовещение Пресвятой Владычице нашей Богородице и Приснодеве Марии». Обычно в современных изданиях используется первый вариант, очевидно, не без влияния церковнославянского языка, однако известно употребление и второго.
Современное официальное название этого праздника в Католической церкви — Annuntiatio Domini Iesu Christi («Благовещение Господа Иисуса Христа») — было принято после Второго Ватиканского собора. До этого употреблялся вариант: Annuntiatio beatae Mariae Virginis («Благовещение блаженной Девы Марии»).

### Определение даты и история установления праздника
Впервые дата 25 марта появляется в сочинениях западных авторов III века — Тертуллиана и священномученика Ипполита Римского как день распятия Иисуса Христа по римскому календарю. Данное обстоятельство легло в основу александрийской и позднейших византийских хронологических систем, отождествляющих дату Благовещения и Пасхи.
Существует два подхода к определению даты Благовещения:
1. Связь с датой Рождества Христова: 25 марта отстоит ровно на 9 месяцев (период беременности человека) от 25 декабря, которое не позднее IV века повсеместно было принято за дату Рождества Христова.
2. Связь с датой сотворения человека: ряд церковных авторов (Афанасий Великий, Анастасий Антиохийский) полагают, что Благовещение и зачатие Иисуса Христа произошло 25 марта, так как в этот день, по одной группе преданий[20], Бог создал человека, а человек, обременённый первородным грехом, должен быть воссоздан в то время, в какое он был сотворён (то есть началось искупление)[21].

Установление данного праздника в Константинополе относят приблизительно к середине VI века как следствие процесса «историзации» евангельских празднований в литургическом календаре, однако определённости в этом вопросе нет. Так, у Григория Неокесарийского (III век) есть «Беседа на Благовещение Пресвятой Богородицы» и Иоанн Златоуст в своих трудах называет Благовещение «первым праздником» и «корнем праздников»; можно предположить, что празднование Благовещения Церковь уже совершала в это время. О праздновании Благовещения свидетельствует постройка в Назарете, на месте, где, как считается, случилось Благовещение, равноапостольной императрицей Еленой в начале IV века Базилики Благовещения. При этом в начале VIII века армянский автор Григор Аршаруни писал, что праздник был установлен святителем Кириллом I, епископом Иерусалимским, в середине IV века. Однако епископ Ефесский Авраам (между 530 и 553 годами) свидетельствует, что до него не было написано ни одной проповеди, посвящённой Благовещению. В VII веке Благовещение стало праздноваться в Риме и Испании; Галлия приняла его лишь в VIII веке.
В VI веке Роман Сладкопевец написал кондак (в раннем понимании термина) Благовещения. Гимнография праздника была дополнена в VIII веке творениями Иоанна Дамаскина и Феофана, митрополита Никейского, составившего канон праздника в форме диалога между Девой Марией и архангелом Гавриилом.

### Другие даты празднования Благовещения
Празднование Благовещения в день 25 марта является распространённым, но не общепринятым. Существует несколько литургических обрядов, в которых этот праздник, по своему смыслу предваряющий Рождество Христово, относится к предрождественскому периоду:
- В амвросианском обряде Благовещение Богородицы отмечается в последнее (шестое) воскресенье Адвента, то есть в воскресенье, находящееся в интервале между 18 и 24 декабря[24].
- В испано-мосарабском обряде, согласно некоторым источникам, Благовещение предписано отмечать дважды — кроме 25 марта, праздник с таким названием (Благовещение блаженной Марии Девы) указан и для 18 декабря, то есть ровно за неделю до Рождества Христова. Эта дата является основной, празднование в этот день было официально подтверждено в 656 году Десятым Толедском соборе, так как традиционная для христианского мира дата 25 марта попадала на Великий пост или пасхальный период[25]. Празднование Благовещения 25 марта не указано ни в одном из известных рукописных мосарабских источников, однако в Liber Ordinum Episcopal de Santo Domingo de Silos (XI в.) в этот день предписано совершать память Зачатия Господня[26]. В первом печатном миссале кардинала Хименеса (1500 год) празднование «Благовещения блаженной Марии» указано как для 18 декабря, так и для 25 марта[27], что сделано, вероятно, под влиянием Римского обряда. В новом (реформированном) испанском миссале дата 25 марта не отмечена никакой памятью, а на 18 декабря назначено празднование «Святой Марии»[28]. По своему содержанию данный праздник является своеобразным предпразднством Рождества Христова, тема благовещения ангела св. Деве не развита, а основной темой молитв и гимнов в этот день является Боговоплощение.

- В восточно-сирийском обряде существует целый шестинедельный период Благовещения, включающий в себя четыре воскресенья до и два после Рождества Христова. Собственно Благовещению посвящено второе из предрождественских воскресений[29].

### Празднование

#### В Православной церкви
Церковь на Востоке в разное время считала Благовещение как Богородичным, так и Господским праздником. В настоящее время оно входит в число двунадесятых великих праздников и относится обычно к Богородичным праздникам, ввиду чего ему назначаются богослужебные облачения голубого цвета.
В Иерусалимском уставе, принятом в настоящее время в греческих и Русской Церквах, Благовещение имеет один день предпразднства и один день попразднства, в который празднуется Собор архангела Гавриила. Предпразднство и попразднство отлагаются, если Благовещение случается на Страстной или Светлой седмице.
Дата праздника выпадает в период между четвергом 3-й седмицы Великого поста и средою Светлой седмицы включительно, то есть во время периода пения Триоди постной или цветной; праздник никогда не переносится на иной день.
Ряд литургических особенностей для периода пения Триоди постной сближает его с праздниками Рождества Христова и Крещения Господня. Так, если праздник Благовещения случается во вторник, среду, четверг, пятницу или субботу какой-нибудь седмицы четыредесятницы (часть Великого поста до пятницы шестой седмицы, кануна Лазаревой субботы), а также во вторник, среду или четверг Страстной седмицы, то всенощное бдение начинается великим повечерием, а не вечерней, как обычно; если праздник приходится в Неделю (воскресенье) или понедельник четыредесятницы или любой день Светлой седмицы, тогда всенощное бдение совершается обычным порядком, то есть начинается великой вечерней; всенощная начинается утренею, если Благовещение — в Великий Пяток (пятница Страстной седмицы) или Великую субботу. На утрене Великое славословие поётся, когда праздник приходится на субботу или Неделю поста; в прочие же дни оно читается; на Светлой седмице не полагается вовсе.
Когда Благовещение случается на Пасху (Кириопасха), то полиелея не бывает, но канон Благовещения соединяется с пасхальным каноном и после шестой песни канона читаются евангельские чтения Благовещения (на утрени Лк. 1:39-49, на литургии Лк. 1:24-38).
Особое значение праздника Благовещения подчёркивается тем, что 52-м правилом Шестого Вселенского Собора установлено, что в день Благовещения, несмотря на Великий пост, должна совершаться полная литургия. Согласно Типикону, по общему правилу служат литургию Иоанна Златоуста, а если праздник приходится на великопостное воскресение (Неделю), а также четверг или субботу Страстной седмицы, то литургию Василия Великого. Если Благовещение случается в Великую пятницу, то — как единственное исключение для данного дня — должна совершаться литургия (согласно Типикону, служится литургия Иоанна Златоуста).
В Благовещение (если оно не приходится на Страстную седмицу), наряду с праздником Входа Господня в Иерусалим, устав разрешает употребление в пищу рыбы, вина и елея. Согласно греческому Типикону, празднование Благовещения, если оно приходится на Великую пятницу или субботу, переносится на первый день Пасхи.
Богослужебные тексты, кроме описания самого события Благовещения Девы Марии, говорят также о непостижимости Рождества Спасителя от Богородицы, а сама Мария сравнивается с «купиной» и «лествицей» из видения Иакова. Через праздничные песнопения церковь доносит до верующих следующие догматические положения: благодаря рождению Спасителя от Богородицы небо снова соединяется с землёю, Адам обновляется, Ева освобождается, а все люди становятся причастными Божеству. Канон праздника воспевает величие Пресвятой Богородицы, принявшей в себя Бога, а также содержит указания на ветхозаветные пророчества о воплощении Сына Божия.

##### Гимнография
Канон Благовещения имеет необычные чередующиеся припевы: «А́нгел возопи́» и «Богоро́дица рече́» — следы алфавитного диалогического протокондака, преобразованного в однопеснец ещё до Эфесского собора 431 года. Современный гимнографический формуляр служб праздника Благовещения в значительной степени восходит к Студийскому уставу и имеет общность со службой Субботы акафиста (суббота 5-й седмицы Великого поста).
|                   | Греческий оригинал | Современный церковнославянский перевод |
| ----------------- | --- | --- |
| Тропарь праздника | Σήμερον τῆς σωτηρίας ἡμῶν τὸ κεφάλαιον, καὶ τοῦ ἀπ' αἰῶνος μυστηρίου ἡ φανέρωσις· ὁ Υἱὸς τοῦ Θεοῦ, Υἱὸς τῆς Παρθένου γίνεται, καὶ Γαβριὴλ τὴν χάριν εὐαγγελίζεται. Διὸ καὶ ἡμεῖς σὺν αὐτῷ, τῇ Θεοτόκῳ βοήσωμεν· Χαῖρε Κεχαριτωμένη, ὁ Κύριος μετὰ σοῦ. | Дне́сь спасе́нїѧ на́шегѡ глави́зна, и҆ є҆́же ѿ вѣ́ка та́инства ꙗ҆вле́нїе, сн҃ъ бж҃їй сн҃ъ дв҃ы быва́етъ, и҆ гаврїи́лъ благода́ть благовѣствꙋ́етъ. тѣ́мже и҆ мы̀ съ ни́мъ бцⷣѣ возопїи́мъ: ра́дꙋйсѧ, благода́тнаѧ, гдⷭ҇ь съ тобо́ю.                 |
| Кондак праздника  | Τῇ Ὑπερμάχῳ Στρατηγῷ τὰ νικητήρια, ὡς λυτρωθεῖσα τῶν δεινῶν εὐχαριστήρια, ἀναγράφω σοι ἡ Πόλις σου, Θεοτόκε. Ἀλλ' ὡς ἔχουσα τὸ κράτος ἀπροσμάχητον ἐκ παντοίων με κινδύνων ἐλευθέρωσον, ἵνα κράζω σοι· Χαῖρε, Νύμφη ἀνύμφευτε.                         | Взбра́нной воево́дѣ побѣди́тельнаѧ, ꙗ҆́кѡ и҆зба́вльшесѧ ѿ ѕлы́хъ, благода́рственнаѧ восписꙋ́емъ тѝ раби́ твоѝ, бцⷣе: но ꙗ҆́кѡ и҆мꙋ́щаѧ держа́вꙋ непобѣди́мꙋю, ѿ всѧ́кихъ на́съ бѣ́дъ свободи́, да̀ зове́мъ тѝ: ра́дꙋйсѧ невѣ́сто неневѣ́стнаѧ. |

Кондак праздника часто приписывают Роману Сладкопевцу, но в реальности современный текст — более поздний (хотя и сохраняет первоначальную концовку Χαῖρε, Νύμφη ἀνύμφευτε) и является проимием (первым кондаком) Акафиста Пресвятей Богородице. По древнему обычаю Русской Церкви в храмах русской богослужебной традиции его также принято петь на Первом часе по молитве «Христе, Свете истинный», хотя её нет в уставном последовании.
Евангельские слова архангела Гавриила и праведной Елизаветы образовали известную молитву — Песнь Пресвятой Богородице: «Богородице Дево, радуйся, Благодатная Марие, Господь с Тобою; благословенна Ты в жёнах и благословен плод чрева Твоего, яко Спаса родила еси душ наших». Данная молитва входит в состав келейных (домашних) молитв верующих, а также является тропарём воскресной вечерни.

#### В Католической церкви
В Римской церкви Благовещение имело статус «праздника» (festum), более низкий по сравнению с торжеством; только в 1895 году Благовещение официально было включено в число «торжеств». На Западе исторически Благовещение считалось праздником Богоматери и в меньшей степени — праздником Воплощения Христа. После литургической реформы XX века праздник был включён также и в число праздников, посвящённых Спасителю, а название «Благовещение блаженной Девы Марии» изменено на «Благовещение Господа Иисуса Христа», хотя во многих литургических календарях употребляются оба названия. В списке Богородичных праздников Благовещение продолжает присутствовать.
В латинском обряде празднование Благовещения, приходящегося на одно из воскресений Великого поста, переносится на ближайший понедельник; если праздник выпадает на Страстную неделю или Пасхальную неделю (Октаву Пасхи), то на понедельник 2-й недели Пасхи. В календаре византийского обряда Благовещение может приходиться на различные дни Великого поста или на самое начало Пасхального периода. В амвросианском обряде воспоминанию Благовещения посвящено последнее (шестое) воскресение Адвента, в мосарабском — 18 декабря.
Литургические облачения священников в праздник Благовещения — белые, как в дни праздников, посвящённых Спасителю и Богородице, а не фиолетовые, как в обычные дни Великого поста.
Существует несколько женских монашеских конгрегаций, посвящённых Благовещению.
- Орден Благовещения Пресвятой Девы Марии (Ordo de Annuntiatione Beatæ Mariæ Virginis, O.Ann.M) — орден, созданный в 1501 году в Бурже св. Иоанной Французской.
- Сёстры Божьей Матери Благовещения (Suore della SS. Annunziata) — конгрегация, основанная в Генуе в 1604 году блаженной Марией Викторией Форнари.
- Доминиканки Благовещения или Доминиканки-аннунциатки (Dominicas de la Anunciata, DA), близкая по духовности к ордену доминиканцев. Конгрегация основана в 1856 году доминиканцем святым Франсиско Колем Гитартом в Испании; позднее общины этой конгрегации появились во Франции, странах Америки и Африки. Сёстры этой конгрегации ухаживают за больными и участвуют в обучении детей и молодёжи.

##### Литургические молитвы и песнопения
|                       | На латинском | На русском |
| --------------------- | --- | --- |
| Входное песнопение    | Dominus ingrediens mundum dixit: Ecce venio ut faciam, Deus, voluntatem tuam. | Христос, входя в мир, говорит: вот, иду исполнить волю Твою, Боже |
| Коллекта              | Deus, qui Verbum tuum in utero Virginis Mariae veritatem carnis humanae suscipere voluisti, concede, quaesumus, ut, qui Redemptorem nostrum Deum et hominem confitémur, ipsius etiam divinae naturae mereamur esse consortes. Per Dóminum | Боже, Ты соблаговолил, чтобы Слово Твоё во чреве Девы Марии восприняло человеческую плоть; сподобь нас, исповедующих Искупителя нашего, как Бога и Человека, стать общниками Его божественного естества. Просим Тебя через Господа нашего Иисуса Христа, Твоего Сына, Который с Тобою живёт и царствует в единстве Святого Духа, Бог во веки веков. |
| Молитва над Дарами    | Ecclesiae tuae munus, omnipotens Deus, dignare suscipere, ut, quae in Unigeniti tui incarnatione primordia sua constare cognoscit, ipsius gaudeat hac sollemnitate celebrare mysteria. Per Christum                                       | Всемогущий Боже, воплощение Единородного Твоего Сына стало началом Твоей Церкви; прими её дары и позволь ей в день этого торжества радостно совершить Святое Таинство. Через Христа, Господа нашего. |
| Причастное песнопение | Ecce Virgo concipiet et pariet Filium, et vocabitur nomen eius Emmanuel | Се, Дева во чреве приимет, и родит Сына, и нарекут имя Ему: Еммануил. |

##### Гимнография
Со смыслом и событиями праздника Благовещения тесно связаны два католических песнопения — молитва Аве Мария, первая часть которой представляет собой приветствие архангела, сказанное им Пресвятой Деве в момент Благовещения, и благодарственный гимн Богородицы — Магнификат (Величит душа Моя Господа), приведённый в Евангелии от Луки.

#### Народные традиции и обычаи
В славянской народной традиции Благовещение — «самый большой у Бога праздник», даже «птица гнёзда не вьёт». На Благовещение весна зиму поборола. В третий и в последний раз закликается весна. В некоторых местах в ночь на этот день возжигали на земле костры — «палили зиму» и «грели весну». В огне жгли солому, мусор, тряпки, старую обувь, конский и коровий навоз. Вокруг костров водили хороводы, пели песни, прыгали через огонь. Был обычай ставить образ «праздника» в кадку с яровым зерном, предназначающимся для посева, призывая «благоволить Мать Божью и Гавриила-Архангела урожаем». Крестьяне верили, что на Благовещение открывается небо. В это время можно «выпросить себе от Бога славу. А как имеешь славу, то обязательно станешь и богатым и счастливым». Поэтому в вечер на Благовещение люди выходили на улицу смотреть на небо в поисках на нём бездны с большой звездой. В эту минуту, как открывается небо, надо было крикнуть: «Боже, дай мне великую славу!» «При начале весны, особенно 25-го марта — в день благой вести о воплощении „праведного солнца“ Христа — и на праздник его Светлого Воскресения, существует обычай выпускать птиц на волю из клеток». Считается, что этот обычай родственен ассиро-вавилонскому весеннему очистительному обряду выпускания птиц.

## В изобразительном искусстве
Этот лиричный и праздничный сюжет издавна популярен в религиозной живописи. Он легко узнаваем по позам действующих лиц и атрибутам. Иконографические схемы начали складываться очень рано. Первые изображения появились уже во II веке в римских катакомбах, например на стене усыпальницы святой Прискиллы. Они сформировались окончательно в эпоху средневековья, найдя наиболее завершённое воплощение в работах XV века. В западноевропейской живописи проторенессанса особенно известны произведения фра Беато Анжелико, Симоне Мартини; из ренессансных работ — картины Леонардо да Винчи и Боттичелли, а из северных работ — Яна ван Эйка, Робера Кампена и Рогира ван дер Вейдена. В следующую эпоху несколько запоминающихся полотен написал Эль Греко. Начиная с эпохи барокко, как это произошло и с другими сюжетами, в трактовку этого сюжета проникают многие вольности и отступления (см., например, работу прерафаэлита Россетти, ниже).
Иконописные каноны развились из раннехристианских и остаются в византийской и русской иконописи в принципе неизменными (за исключением некоторого влияния в XVII—XVIII веках западноевропейской иконографии, которое к нашему времени сошло на нет).

### Основные атрибуты
- лилия — символ непорочности Девы Марии, чистоты духовных помыслов и благочестия вообще. Изображается в руке Марии, Гавриила или просто в интерьере, в вазе. 7 цветов лилии — семь радостей Марии.
- прялка, веретено (с красной пряжей) — символ того, что Мария избирается одеть Святыню Божества багряницей своей плоти[40], образ плоти Христовой. В руке Марии, служанки (ср. Мойры) или просто в интерьере. Со временем уступает свою популярность изображению книги.
- Книга пророка Исайи, которую читает Мария (иногда видны слова: «Се Дева во чреве примет» (Ис. 7:14)). Как правило, она лежит на аналое.
- райская ветвь в руке архангела Гавриила; оливковая ветвь как символ примирения Бога и творения. Иногда вместо неё трезубец, посох или же жезл вестника. Изображение может сопровождаться свитком со словами приветствия.
- луч света, в котором спускается Святой Дух.
- колодец — символ чистоты Марии, fons hortorum (садовый источник). Изображается редко. Эволюционировал в вазу, в которой стоит лилия.
- кувшин, с которым Мария вернулась от колодца (изображается редко).
- ласточка — символ весны и восхода солнца, надежды и возрождения (изображается редко)[41].

### Изображение Гавриила
Крылатый Гавриил изображается коленопреклонённым перед сидящей Девой (вариант — архангел парит над землёй, нетвёрдо касаясь её ногой). Как правило, одна рука его поднята в приветствии, а другая — в благословляющем жесте. Поза ангела восходит к изображениям вестника в античном искусстве. На древнейшем изображении Благовещения, фреске в римских катакомбах, архангел Гавриил изображён в виде римского официального вестника и оратора. Крылья у ангела появляются лишь с V—VI веков.
В иконописи было принято, чтобы одно крыло оставалось простёртым за спиной, а другое — поднято в знак приветствия. Это символическое движение вошло в православный богослужебный строй и совершается диаконом при произнесении ектений. Он поднимает правой рукой орарь — образ воздевания архангельского крыла в знак приветствия и почтения. В католичестве эта традиция не соблюдалась буквально. Если у архангела — скорбный лик и поза, выражающая его нерешительность и колебания, то это точно соответствует описанию настроения этого события в византийской гомилетике (Андрея Критского, Иакова Коккиновафского).
Согласно Ерминии Дионисия Фурноаграфиота, Гавриил, стоя перед Марией, правой рукой благословляет её, а в левой руке держит расцветшую лилию.

### Изображение Марии
Мария может быть стоящей, сидящей или коленопреклонённой, сложив руки на груди в жесте сердечной молитвы или делая какой-либо жест удивления. Например, руки могут выражать сомнение (кисть одной руки прижата к груди, а другая открыта в сторону Гавриила). Обычно Мария написана в правой части картины — это становится стандартом с VI—VII веков. Рядом с Марией могут быть написаны её слова согласия (Ecce ancilla Domini). Иногда они написаны вверх ногами, чтобы их было удобнее видеть Богу-Отцу.
В православной иконографии Мария традиционно изображается стоящей в храме, немного наклонив голову. В правой руке Мария держит клубок шёлку, простирая левую к ангелу.
Между обеими фигурами может стоять какой-то ярко выраженный разделительный элемент, например, колонна или ваза с высоким побегом лилии (в таком случае она становится центральной точкой картины как символ девственности). Также они могут быть разделены даже физически: на разных створках диптиха (работа Боттичелли в ГМИИ им. А. С. Пушкина), Царских врат или на тимпанах арки, разделённые проёмом (например, фрески Джотто в капелле Скровеньи), столбах храма (Киевская София). В некоторых древних манускриптах фигуры располагались напротив друг друга по обе стороны текста.
Практически полное отзеркаливание архангелом позы Девы и придание ему как можно более женственных черт — результат стремления ликвидировать какой-либо сексуальный аспект диалога «мужчина-женщина» и придать сцене максимально спиритуальное наполнение.

### Изображение Святого Духа и Бога-Отца
Обычно присутствует также Святой Дух в образе голубя и луча света, в котором птица спускается. Голубь может быть в золотом вращающемся диске. На иконах в месте соприкосновения луча с телом Богоматери может быть изображена фигурка младенца в мандорле, символизирующая Воплощение.
В средневековых произведениях встречаются также изображения Бога-Отца, иногда в виде десницы в облаках или лица, глядящего с небес. Встречались и изображения Святого Духа в виде младенца (Младенца Христа), слетающего к Деве Марии и несущего крест, с голубем или без него. Но позже эта иконография была признана еретической, так как Мария должна была зачать младенца, а не получить его с небес. В архитектурное окружение могут быть вписаны медальоны с изображением пророка Исаии.

### Место действия
Канонические и апокрифические тексты разделили место действия на два эпизода: протоблаговещение, происходившее у колодца, снаружи дома, и собственно Благовещение — внутри, в доме. Иконография Марии у колодца известна с VII века, но постепенно исчезает.
Чаще всего действие разворачивается в интерьере. В западной живописи с XV века появляются спальня и в особенности кровать. Также может происходить совмещение двух мест действия, с прорывом пространства наружу, чтобы продемонстрировать зрителю место предшествующего события — Марию, слышащую голос у колодца. Некоторые произведения содержат второстепенную сцену на заднем плане — изображение Иосифа Обручника, занятого работой или же выслушивающего повеление ангела не отпускать свою жену (Мф. 1:19-24).
Пейзаж, в особенности в иконописи, может быть не изображением реального дома плотника в Назарете, а ирреальным: образом Небесного Иерусалима. В этом случае пишутся трон-алтарь Марии, золотая стена и храм-дворец, райский сад. Изображение конструкций дома также является знаком того, что Дева стала Богоносной палатой: началось человеческое воплощение Бога. Сама Богоматерь прославляется как «одушевлённый храм», где обитает Господь. Для обозначения интерьера в иконописи часто используется велум, перекинутый с одного строения на другое, трактуемый также как символ связи Ветхого и Нового Заветов.
Со временем пейзаж практически полностью вытесняется интерьером. Пространство становится закрытым и затеснённым, ассоциирующимся с закрытостью и девственностью. А если виден изображённый сад, то это уже hortus conclusus за надёжной стеной, прямой символ лона и девственности («Вертоград заключённый»). Причём в наиболее завершённой форме иконографии он показывается не через дверной проём, а через окно, желательно застеклённое (аналогия с девственной плевой, предваряющей вход в лоно). В таком случае оплодотворяющий луч света, если он проникает через окно, приобретает дополнительный подтекст, который, тем не менее, прочитывается только в знаках и теряется на фоне общего духовного настроения сцены. В XV веке в западноевропейском искусстве получает популярность аллегорическое изображение Благовещения как мистической охоты на единорога.

### Православная традиция
Православная церковь, считая Благовещение соименным Евангелию (по-гречески «благая весть»), размещает икону этого праздника на Царских вратах в окружении четырёх евангелистов. Таким образом, вся символика Царских врат получается связанной с благовествованием: «…через Благовещение Слово стало той плотью, которую мы можем вкусить в Причастии. А принять участие в этой Вечной Трапезе мы можем лишь потому, что позваны апостолами-благовестниками». Врата являются дополнительным символом Богородицы (образ из ветхозаветного пророчества Иезекииля об обращённых на восток «заключённых» дверях, которыми входит Господь).

До появления в православных храмах высоких иконостасов эту сцену, также разделённую надвое, располагали в храме на западных гранях восточных подкупольных столбов, на границе алтаря и основной части храма, причём изображение Архангела располагается на левой опоре, а Богоматери — на правой, например, как в киевском соборе Святой Софии (северо-восточный и юго-восточный столбы; самое раннее «Благовещение» в русском искусстве, 1040-е гг.). Иногда изображения наносились и в других местах — на триумфальной арке, на стенах и своде.
Некоторые базовые изводы: у кладезя, с веретеном, в храмине, Богоматерь Воплощение, Благовещение с книгой и т. п. Протоблаговещение и Благовещение обычно представлены в составе клейм икон Акафиста Богоматери.
Среди русских икон на этот сюжет стоит отметить «Устюжское Благовещение» (Великий Новгород) и иконы Рублёва и Даниила Чёрного, а также фреску Дионисия в соборе Рождества Богородицы Ферапонтова монастыря. К более позднему времени относятся работы Боровиковского.
Существует большое количество храмов, посвящённых этому празднику (Благовещенский собор Московского кремля, Благовещенский собор Казанского кремля, Благовещенский собор в Сольвычегодске, церковь Благовещения над киевскими Золотыми воротами (не сохранилась), церковь Благовещения Пресвятой Богородицы в Благовещенском переулке Москвы (не сохранилась), на Якиманке; на Воронцовом Поле; в Ферапонтовом монастыре, церковь Благовещения в Аркажах (Великий Новгород) и т. д.). Существовало также несколько православных Благовещенских монастырей (см. Благовещенский собор (значения), Благовещенская церковь (значения), Благовещенский монастырь (значения)).
Благовещение стало источником возникновения многочисленных русских топонимов (Благовещенск, Благовещенское и проч.) и семинаристской фамилии Благовещенский.

## В литературе
Среди литературных произведений по мотивам сюжета известны:
- Эротическая юношеская поэма Пушкина «Гаврилиада».
- Драматическая поэма Поля Клоделя «Благая весть Марии».
- Романс «Сан-Габриэль (Севилья)» Федерико Гарсиа Лорки из цикла «Цыганское романсеро».

## Прочие сведения
- Благовещение, 25 марта по григорианскому календарю, — национальный праздник Греции. В этот день в 1821 году митрополит Патрский Герман поднял знамя восстания, приведшего к независимости греков в части Эллады.
- Кондак праздника Благовещения — «Взбранной воеводе», одно из любимых в народе православных песнопений, — был написан в честь избавления Константинополя в 626 году от нашествия персов и варваров, в том числе аваров и славян[60].
- До 1752 года счёт дней нового года в Англии вели со дня Благовещения.
- Совпадение Благовещения с первым днём Пасхи — Кириопасха — весьма редкое событие, возможное только в тех православных Церквах, которые придерживаются юлианского календаря. Кириопасха была в 1991 году; следующая будет в 2075 году.
- «Аннунциата» — высший орден Святого Благовещения, итальянский кавалерский орден, учреждённый в 1362 году Амедеем VI, графом Савойским, как отличительный знак рыцарского ордена Благовещения. С 1725 года высший орден Сардинского королевства, имеет один класс. Среди его кавалеров были Александр III, Николай II и цесаревич Алексей. Одним из его кавалеров является император Японии Акихито.
- По давней традиции на Благовещение в России принято отпускать на волю птиц. Это делается в напоминание о Благой вести и свободе, которые даны не только людям, но всему творению Божию. Следуя этому обычаю, ежегодно Патриарх Московский и всея Руси с паперти Благовещенского собора выпускает стаю голубей[61]. На эту тему А. С. Пушкиным написано стихотворение: «В чужбине свято наблюдаю / Родной обычай старины: / На волю птичку выпускаю / При светлом празднике весны»[62].
- В «Благовещениях», написанных мастерами сиенской школы, иногда нельзя найти традиционную лилию, символ Мадонны. Причина в том, что лилия была также символом Флоренции, у которой с Сиеной тогда была война, и художники не желали изображать эмблему врага[48].